# Estación de Porte Maillot
Porte Maillot, de su nombre completo Porte Maillot - Palais des Congrès, es una estación de la línea 1 del metro de París situada en los límites de los distritos XVI y XVII. Fue uno de los terminales de la línea entre 1900 y 1937.
Ofrece conexión con la línea C de la red de cercanías a través de largos pasillos que permiten llegar hasta la estación de Neuilly-Porte Maillot.

## Historia
La primera estación de Porte Maillot se abrió el 19 de julio de 1900 en un lugar diferente al que está hoy día, con un bucle terminal que permitía a los trenes dar la vuelta rápidamente. Se componía de dos túneles con dos vías y un andén central en cada uno. Sin embargo, su ubicación dificultaba la prolongación de la línea 1 en dirección a Pont de Neuilly por lo que se creó una nueva estación en 1936. Reconvertida en 1992 en Espacio Maillot por parte de la RATP, el antiguo terminal pasó a ser el taller de mantenimiento de las unidades automatizadas MP05 que circulan en la línea 1.
Debe su nombre al principal acceso existente en el antiguo muro de Boulogne, una fortificación construida por Enrique II y al cercano Palacio de Congresos de París. 

## Descripción
La estación se compone de dos medias estaciones, cada una con dos vías y dos andenes laterales.
Está diseñada en bóveda elíptica revestida completamente de los clásicos azulejos blancos biselados, con la única excepción del zócalo que es de color marrón así como el marco de los paneles publicitarios.
Su iluminación ha sido renovada empleando el modelo vagues (olas) con estructuras casi adheridas a la bóveda que sobrevuelan los andenes proyectando la luz en varias direcciones.
La señalización por su parte usa la moderna tipografía Parisine donde el nombre de la estación aparece en letras blancas sobre un panel metálico de color azul. 
Por último, la zona de asiento corre a cargo de unos bancos de madera laminada, con apenas respaldo y brazos metálicos, de un diseño poco habitual en el metro parisino.  
Dispone de puertas de andén desde el 2008.

## Accesos
La estación dispone de siete acceso:
- Acceso 1: Palacio de los Congresos.
- Acceso 2: Bulevar Gouvion
- Acceso 3: Plaza de la Porte Maillot
- Acceso 4: Avenida de la Grande Armée
- Acceso 5: Avenida de Malakoff
- Acceso 6: Avenida Charles de Gaulle
- Acceso 7: Calle de Chartres